# Federação de Voleibol da Índia
A Federação de Voleibol da Índia  (em inglês: Volleyball Federation of India,  VFI) é  uma organização fundada em 1951 que governa a pratica de voleibol na Índia, sendo membro da Federação Internacional de Voleibol e da Confederação Asiática de Voleibol, a entidade é responsável por  organizar  os campeonatos nacionais de  voleibol masculino e feminino no país.